# Fingringhoe
Fingringhoe est un village et une paroisse civile anglaise situé en Essex, à environ 8 kilomètres de la ville de Colchester. 

## Toponymie
Connu pour son nom particulier, qui peut signifier « doigter la prostituée », son nom vient en fait de la situation géographique du village, à la confluence des rivières Colne et Roman (en). Hoe, qui peut aussi signifier prostituée, fait référence ici à un bout de terre en saillie, tandis que finger, qui peut signifier de doigter, est en fait un type de terre allongée en forme de doigt. La portion ing du nom signifie quant à elle que c'est un lieu habité. Le nom signifierait donc « la terre étroite s'élançant dans la rivière sur laquelle les personnes vivent ».
Le nom daterait d'il y a environ mille ans.

## Géographie
La paroisse civile a une superficie de 10,2 kilomètres carrés et une densité de 76 habitants par kilomètre carré. Le village contient beaucoup de marais salés, qui permettent aux oiseaux et à plusieurs animaux de s'y abriter.

## Démographie
En date du recensement du Royaume-Uni de 2011 (en), on comptait 775 habitants à Fingringhoe, 97.7 % vivaient en habitation seule et 2.3% en habitations communes. On recensait 333 habitations, dont 13 inoccupées. L'âge moyen est de 45.9 ans et la majorité de la population (55%) est mariée. 97.9% de la population est blanche, contre seulement 1.5% d'Asiatiques, 0.4% de races mixtes et 0.1% de Noirs. La population est à 62.6% chrétienne, mais on compte 28.1% d'athées, 1.2% de croyants d'autres religions et 8.1% qui n'ont pas spécifié leur religion. 42.5% des ménages possèdent au moins deux voitures et seulement un ménage a le chauffage central
70.2% de la population a un emploi, 17.1% sont à la retraite et 2.6% sont étudiants. Les secteurs d'industrie où la population travaille le plus sont la construction (11.3%), la vente au détail et au gros et l'entretien des véhicules (15.9%), l'éducation (11.5%) et la santé (12.5%).  

## Histoire
Au Ier siècle, un port romain était situé à Fingringhoe pour desservir la ville romaine de Camulodunum (aujourd'hui Colchester). Un fort aurait aussi été érigé sur place, comme en témoignent des pièces d'équipement, des pièces de monnaie et de la poterie trouvée lors de fouilles archéologiques. Entre 1108 et 1112, Henri Ier donne un manoir à Fingringhoe à l'Abbaye Saint-Ouen de Rouen. 
En 2009, une bombe datant de la Seconde Guerre mondiale y est désarmée.

## Lieux d'intérêt

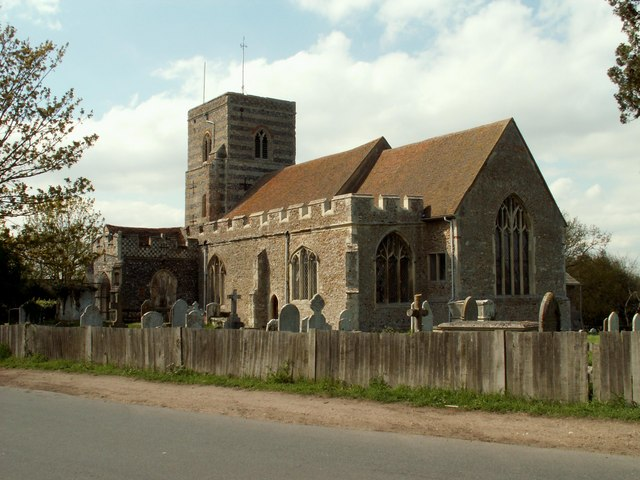
Église St. Andrew's.

Le centre du village est historique et comprend un étang traditionnel, ainsi qu'une cabine téléphonique rouge. Le centre du village abrite aussi l'église Saint Andrew's de Fingringhoe, dont le mur nord date du XIIe siècle. On y retrouve aussi The Whalebone, une taverne locale mentionnée dès 1735, mais rénovée au début du XIXe siècle. 
Un peu plus loin se situe le marais du Fingringhoe Wick (en), une réserve naturelle protégée par l'Essex Wildlife Trust (en). 